# 아이아스 (소포클레스)
《아이아스》(고대 그리스어: Αίας, Aias)는 기원전 5세기에 고대 그리스의 비극 시인인 소포클레스가 쓴 고대 아테네 비극 중 하나이다. 현존하는 소포클레스의 비극 중에서 가장 먼저 쓰여진 비극으로 추정하고 있다.

## 내용
위대한 전사 아킬레우스가 전투에서 죽자 이제 그리스 최고의 전사로 여겨질 수 있는 아이아스는 아킬레우스의 무구를 받아야한다고 생각하지만 두 왕인 아가멤논과 메넬라오스는 아이아스 대신 오디세우스에게 아킬레우스의 무구를 준다. 아이아스는 이에 분노하여 그들을 죽이기로 결심한다. 그러나 아테나가 아이아스를 미치게 하여 그들 대신에 소와 목동을 포함한 그리스 군대의 전리품을 죽이고 돌아온다. 다시 정신을 차린 아이아스는 자신이 한 일을 깨닫고 수치심에 압도당해 자살하기로 결심한다.
그의 애첩 테크멧사는 자신과 자녀인 에우리사케스가 보호받지 못할 것을 염려해 떠나지 말 것을 간청한다. 아이아스는 아들에게 방패를 주고 집을 떠나 자신을 정화하고 헥토르가 준 칼로 자살할 생각을 한다. 아이아스의 이복동생인 테우크로스가 도착한다. 테우크로스는 예언자 칼카스로부터 아이아스를 살리고자 한다면 오늘 하루 동안 막사 밖으로 나가지 못하게 막으라는 조언을 듣는다. 테크멧사와 군인들은 아이아스를 찾으려고 하지만 너무 늦고 만다. 아이아스는 헥토르의 칼을 땅에 묻고 그 위에 몸을 던져 자살한다. 죽기 전에 아이아스는 아트레우스의 아들(메넬라오스와 아가멤논)과 그리스 군대 전체에 대한 복수를 요구한다. 테크멧사가 아이아스의 시신을 처음 발견하고 테우크로스가 도착하여 아이아스의 아들을 데려 오라고 명령하여 적으로부터 안전할 수 있도록 한다. 그러나 메넬라오스가 나타나 몸을 움직이지 말라고 명령한다.
연극의 마지막 부분은 아이아스의 시신을 어떻게 처리해야하는지에 대한 논쟁으로 시작된다. 두 왕 아가멤논과 메넬라오스는 아이아스가 큰 죄를 지었기 때문에 장례를 치르지 못하게 하지만, 테우크로스는 자신의 이복형 아이아스의 공로가 크기 때문에 그의 장례를 성대히 치르겠다고 주장한다. 오디세우스가 등장하여 아가멤논과 메넬라오스를 설득하고 아이아스가 적절한 장례식을 치르게한다. 오디세우스는 적조차도 죽음에서 존중받을 자격이 있다고 지적한다. 연극은 테우크로스가 매장을 준비하는 것으로 끝난다.

## 등장 인물
- 아테나 - 여신
- 오디세우스 - 그리스군의 장군
- 아이아스(큰 아이아스, 텔라몬과 페리보이아의 아들) - 그리스군의 장군
- 코러스 - 살라미스섬의 선원들
- 테크멧사 - 아이아스의 첩
- 사자
- 테우크로스 - 살라미스의 왕, 텔라몬과 그의 두 번째 부인인 헤시오네의 아들, 아이아스의 이복동생
- 메넬라오스 - 그리스군의 장군, 아가멤논의 동생
- 아가멤논 - 그리스군의 총사령관

## 참고 문헌
- 소포클레스, 천병희 역, 『소포클레스 비극 전집』231~292쪽, 도서출판 숲, 2008.